# Everybody’s Fine
Everybody’s Fine (eine übliche englische Floskel, entspricht dem deutschen „Uns geht’s allen gut“) ist ein US-amerikanischer Kinofilm aus dem Jahr 2009 von dem Regisseur Kirk Jones, der auch das Drehbuch dazu schrieb. Es ist eine Neuverfilmung des italienischen Films Allen geht’s gut (Stanno tutti bene) von Oscar-Preisträger Giuseppe Tornatore aus dem Jahr 1990.

## Handlung
Einige Monate nach dem Tod seiner Frau bereitet Rentner Frank Goode ein Familientreffen mit seinen vier erwachsenen Kindern vor, doch sie sagen alle nacheinander ab. Zum Ausgleich entschließt er sich gegen den Rat seines Arztes, ihnen in Form einer Rundreise jeweils einen Überraschungsbesuch abzustatten.
Da Frank wegen seiner berufsbedingten Lungenfibrose keine Flugreisen unternehmen kann, reist er per Zug und Fernbus durch die USA. Soweit er weiß, lebt David als Kunstmaler in New York, Amy als Inhaberin einer Werbeagentur in Chicago, Robert als Orchesterdirigent in Denver und Rosie als Kunsttänzerin in Las Vegas. Vor dem Zugfenster kann er unentwegt seine eigene Arbeit betrachten – er war in der Kabelherstellung tätig. Die durch die Kabel neben der Zugtrasse laufenden Telefongespräche bilden im Film einen roten Faden, der die Episoden verbindet. Dabei sind Telefonate zwischen Franks Kindern zu hören, aus denen der Zuschauer erfährt, dass es diesen gar nicht so gut geht, was Frank verheimlicht werden soll.
Nachdem David in New York nicht anzutreffen ist, reist Frank weiter zu Amy. Sie gibt ihm zu verstehen, dass ihr sein Besuch zeitlich leider gar nicht passt; ihr Sohn Jack begrüßt seinen Großvater zwar herzlich, doch schnell wird klar, dass es der Familie nicht gut geht. Robert wimmelt ihn während einer Orchesterprobe mit der Erklärung ab, er trete am folgenden Tag eine Europa-Tournee an. Nur Rosie begrüßt ihn überschwänglich und lädt ihn in ihre große Wohnung ein.
Überall bemerkt Frank anhand kleiner Beobachtungen, dass seine Kinder ihm ihre Zufriedenheit, ihr erfülltes Leben und ihren vollen Terminkalender nur vortäuschen und die Wirklichkeit anders aussieht: Amys inszenierte Rolle als Chefin der Werbeagentur ist mehr als durchsichtig, ihr Mann lebt bei seiner Affäre und wird von Jack dafür gehasst. Robert ist nicht Dirigent, sondern Schlagzeuger ohne festes Engagement und hat keinen Erfolg als freier Musiker. Rosie hat die große Wohnung in Las Vegas nur von einem Freund eingetauscht, außerdem hat sie ein uneheliches Kind, das Frank bislang verheimlicht wurde. Er denkt daran, wie er seine Kinder von klein auf herausgefordert und mit hohen Erwartungen unter Druck gesetzt hat, und muss nun erkennen, dass ihre menschlichen Beziehungen dadurch stark belastet sind – seinen Kindern ist es so wichtig geworden, ihren Vater keinesfalls zu enttäuschen, dass offene Gespräche kaum möglich sind. Die wurden immer nur mit der Mutter geführt, die ihrem Mann das Unangenehme verschwieg.
Nachdem Frank sein lebensnotwendiges Medikament in einem Handgemenge mit einem Dieb verloren hat, entschließt er sich, so schnell wie möglich heimzureisen – mit dem Flugzeug. Unterwegs erleidet er einen Herzinfarkt. Im Koma sitzt er mit seinen vier noch kleinen Kindern am Tisch und konfrontiert sie mit seinen Beobachtungen auf der Reise. Eine offene Aussprache beginnt, doch da zieht ein Unwetter auf, und die Gesellschaft verstreut sich.
Frank erwacht in einem Krankenhausbett. Bis auf David sind alle Kinder erstmals bei ihm versammelt. Nur auf wiederholtes Drängen von ihm berichten sie ihm zögernd, dass David als erfolgloser Maler drogenabhängig war, verhaftet wurde und einige Tage zuvor, während Franks Rundreise, an einer Überdosis gestorben ist.
Nach seiner Entlassung reist Frank erneut nach New York, um ein Gemälde von David zu kaufen, das er bei seinem ersten Besuch in einer kleinen Galerie gesehen hat. Das wurde zwischenzeitlich verkauft, doch die Galeristin, die von David auch persönlich sehr beeindruckt war, hat im Lager noch ein weiteres Bild von ihm, das Telefonleitungen mit den Kabeln seines Vaters thematisiert. Es habe David viel bedeutet, dass sein Vater ihn immer dazu angespornt habe, Künstler zu werden.
Nachdem Frank bewusst alle Erwartungen fallen lässt und das Leben seiner Kinder rückhaltlos akzeptiert, wird es ihnen auch möglich, gemeinsam die Weihnachtstage bei ihm zu verbringen. Jedem hat er auf seiner Reise eine Einladung dafür in einem verschlossenen Umschlag hinterlassen. Das Bild Davids mit den Telefonleitungen hängt an einem Ehrenplatz in Franks Haus.

## Soundtracks
Die Musik des Films wurde 2009 von Dario Marianelli veröffentlicht.
| Nr. | Titel                      |
| --- | -------------------------- |
| 1.  | Frank's Journey Begins     |
| 2.  | Trains                     |
| 3.  | You Will Become an Artist  |
| 4.  | Leaving New York           |
| 5.  | Hole in One                |
| 6.  | Telephone Poles            |
| 7.  | Robert's Rehearsal         |
| 8.  | Some Nightmares            |
| 9.  | Why Did You All Lie to Me? |
| 10. | A Hospital Visit           |
| 11. | David's Painting           |
| 12. | Christmas Together         |

## Kritiken
- Laut Margret Köhler wagt der Film einen Blick hinter scheinbar heile Fassaden. Das Remake ist „mehr als gelungen. Das liegt natürlich vor allem an Robert De Niro, der die damalige Rolle von Marcello Mastroianni übernimmt und zu 100 Prozent ausfüllt. Wie er da mit kleinem Trolley in stoischer Ruhe durch die Gegend reist und nur sehr langsam versteht, dass Kinder nicht immer das sind oder das tun, was Eltern wünschen – ja, dass gerade diese elterlichen Wünsche und Forderungen sie in eine andere Richtung treiben, dann ist das anrührend und ein bisschen sentimental. Aber nie rührselig.“[2]

- Thorsten Funke ist etwas enttäuscht. „Gleichwohl sind die Szenen zwischen Vater und Kindern jeweils gelungene intime Kabinettstücke, für die Regisseur Kirk Jones sich vor allem bei seinem hervorragenden Ensemble bedanken muss. Leider verlässt er selbst besonders gegen Ende des Films den Pfad der Subtilität. Eine Traumsequenz am Schluss, in der in aller Ausführlichkeit die Kinder im Kindesalter auftauchen und haarklein erklärt wird, was vorher nicht ausgesprochen wurde, sowie ein zuckersüßes Ende machen einen schon zuvor arg konstruierten Film vollends zum quietschenden Versöhnungsversuch. EVERYBODY´S FINE, eben.“[3]

- Auch Oliver Armknecht ist zwiegespalten: „Der Film lässt sich Zeit, erzählt in aller Ruhe von Enttäuschungen und Scheinwelten, von der Sehnsucht nach Harmonie und dem Unvermögen, sich wirklich aufeinander einzulassen. Erst zum Ende hin trägt Everybody’s Fine dann doch dicker auf. Gebraucht hätte es das sicher nicht. Es wirkt sogar ziemlich billig, wie auf einmal das große Drama bemüht werden muss, wo es die leisen Szenen auch getan hätten.“[4]

## Synchronisation
| Rolle         | Originalschauspieler     | Deutsche Sprecher  |
| ------------- | ------------------------ | ------------------ |
| Frank Goode   | Robert De Niro           | Christian Brückner |
| Amy           | Kate Beckinsale          | Marie Bierstedt    |
| Robert        | Sam Rockwell             | Dietmar Wunder     |
| Rosie         | Drew Barrymore           | Nana Spier         |
| Jilly         | Katherine Moennig        | Victoria Sturm     |
| Jeff          | Damian Young             | Peter Flechtner    |
| Tom           | James Frain              | Oliver Siebeck     |
| Junger Robert | Seamus Davey-Fitzpatrick | Ben Hugo           |
| Junge Amy     | Lily Mo Sheen            | Josephine Cesar    |
| Junge Rosie   | Mackenzie Milone         | Soraya Richter     |
| Junger David  | Chandler Frantz          | Cedric Eich        |

## Auszeichnungen
Nominierungen:
- GLAAD Media Awards 2010: Outstanding Film
- Broadcast Film Critics Association Awards 2010: Best Song für Paul McCartney (“I Want To Come Home”)
- Golden Globes 2010: Best Original Song für Paul McCartney („I Want To Come Home“)
- World Soundtrack Awards 2010: Best Original Song Written Directly For a Film für Paul McCartney („I Want To Come Home“)

Auszeichnungen:
- Hollywood Film Festival  2009: Best Actor für Robert De Niro